# نیژنی بستیاخ
نیژنی بستیاخ (روسی: Нижний Бестях) یک سکونتگاه شهری است که مرکز اداری ناحیه مژینو-کانگالاسکی یاقوتستان است و در ۱۵ کیلومتری یاکوتسک و ۱۰ کیلومتری ایستگاه راه آهن نیژنی بستیاخ واقع شده است. جمعیت آن در سال ۲۰۱۰ برابر با ۳۵۱۸ نفر برآورد شده است.